# Šmihel, Beljak
Šmihel (nemško St. Michael) je naselje Statutarnega mesta Beljak na Koroškem v Avstriji.